# Довгаль Олена Андріївна
Довгаль Олена Андріївна (нар. 1959 року в м. Харків) — українська науковець у хімічної інженерії, цивільної безпеки. Доктор економічних наук, професор. Академік АН вищої школи України з 2021 року за науковим відділенням економіки.

## Життєпис
Народилась у 1959 р. у м. Харків.
Закінчила Харківський державний університет імені О. М. Горького.
У 1990 р. захистила кандидатську, а у 2006 р. — докторську дисертацію на тему «Протекціонізм і лібералізм у зовнішньоторговельних відносинах у процесі глобалізації економіки» (спеціальність 08.00.01 — економічна теорія) у спеціалізованій вченій раді Харківського національного університету імені В. Н. Каразіна та здобула науковий ступінь доктора економічних наук.
У 2007 р. отримала вчене звання професора по кафедрі економічної теорії. У 1981—1997 рр. — викладач, доцент кафедри політичної економії Харківського політехнічного інституту;
1997—2010 рр. — доцент, професор, завідувач кафедри економічної теорії Харківського гуманітарного інституту «Народна українська академія»;
з 2010 р. по теперішній час — професор кафедри міжнародних економічних відносин імені Артура Голікова Харківського національного університету імені В. Н. Каразіна.

## Наукова діяльність
Сфера наукових інтересів — міжнародна торгівля, інноваційна економіка, економічне зростання та глобальний розвиток.
Автор понад 200 наукових робіт, у тому числі монографій «Протекціонізм і лібералізм у процесі глобалізації світової економіки», «Трансформація міжнародних економічних відносин в епоху глобалізації», «Глобалізація та регіоналізація як вектори розвитку міжнародних економічних відносин», «Технологічне лідерство Німеччини в процесі економічного розвитку ЄС», «Торговельно-економічні відносини України та Турецької Республіки: євроінтеграційний контекст», «Соціокультурні фактори розвитку сучасних форм міжнародного бізнесу», «Інтелектуалізація глобального економічного розвитку».
Участь у міжнародних проєктах: учасник проекту Еразмус+ модуль Жан Монне «Європейська інтеграція України в умовах Індустрії 4.0» (2019—2022 рр.); гостьовий професор у Крістіанштадському Університеті, Крістіанштадт, Швеція (2009 р.); гостьовий професор у Першій Школі Бізнесу та Адміністрації, Варшава, Польща (2001 р.); стипендіат програми стажування в Інституті Кеннана Міжнародного Центру імені Вудро Вільсона, Вашингтон, США (1997 р.); стипендіат магістерської програми «Applied Economics» у Інституті просунутих досліджень, Відень, Австрія (1994—1995 рр.); стипендіат програми «Internship and Fellowships for Administrator and Faculty» в Університеті Отто фон Геріке, Магдебург, Німеччина (1993 р.).
Викладання дисциплін: політична економія, економічна теорія, макроекономіка, міжнародна економіка, світова економіка, міжнародні економічні відносини, інноваційна економіка, глобальні проблеми сучасності. Автор навчальних посібників та підручників, серед яких «Макроекономіка», «Міжнародна економіка», «Інноваційна економіка», «Міжнародні економічні відносини», «Світова економіка», «Глобальні проблеми сучасності». Підготувала 7 кандидатів наук за спеціальністю 08.00.02 — світове господарство і міжнародні економічні відносини.
Гарант освітньо-наукової програми за третім (освітньо-науковим) рівнем вищої освіти з підготовки докторів філософії за спеціальністю 292 «Міжнародні економічні відносини» у Харківському національному університеті імені В. Н. Каразіна. Член Всеукраїнської громадської організації «Українська асоціація економістів-міжнародників».
Член редколегій наукових журналів, у тому числі «European Journal of Economics and Management Sciences» видавництва EastWest та фахового Вісника ХНУ імені В. Н. Каразіна. Серія «Міжнародні відносини. Економіка. Країнознавство. Туризм».
Член разових спеціалізованих вчених рад із захисту дисертацій на здобуття ступеня доктора філософії з галузі знань 29 «Міжнародні відносини» за спеціальністю 292 «Міжнародні економічні відносини». Член спеціалізованої вченої ради із захисту кандидатських та докторських дисертацій Д 64.051.01. при Харківському національному університеті імені В. Н. Каразіна за спеціальністю 08.00.01 — економічна теорія та історія економічної думки (до 2021 р.), заступник голови спеціалізованої вченої ради із захисту кандидатських дисертацій К 64.051.25. при Харківському національному університеті імені В. Н. Каразіна за спеціальністю 08.00.02 — світове господарство і міжнародні економічні відносини (до 2021 р.).

## Відзнаки
Почесний знак Асоціації навчальних закладів України недержавної форми власності «За розбудову освіти» (2003); Почесна грамота Міністерства науки та освіти України (2009), Почесний знак «Відмінник освіти України» (2010).